# گریتهم، همپشر
گریتهم (به انگلیسی: Greatham) یک روستا و محله مدنی در بریتانیا است که در ایست همپشر واقع شده‌است. گریتهم ۸۲۹ نفر جمعیت دارد.